# Trichomalopsis arzoneae
Trichomalopsis arzoneae är en stekelart som först beskrevs av Boucek 1970.  Trichomalopsis arzoneae ingår i släktet Trichomalopsis och familjen puppglanssteklar. Inga underarter finns listade i Catalogue of Life.